# Boston Public Garden
Boston Public Garden è un parco cittadino situato nel centro di Boston nel Massachusetts, adiacente al Boston Common. È delimitato da Charles Street e Boston Common a est, Beacon Street a nord, Arlington Street e Back Bay a ovest e Boylston Street a sud. Inaugurato nel 1837, è stato il primo giardino botanico pubblico negli USA.

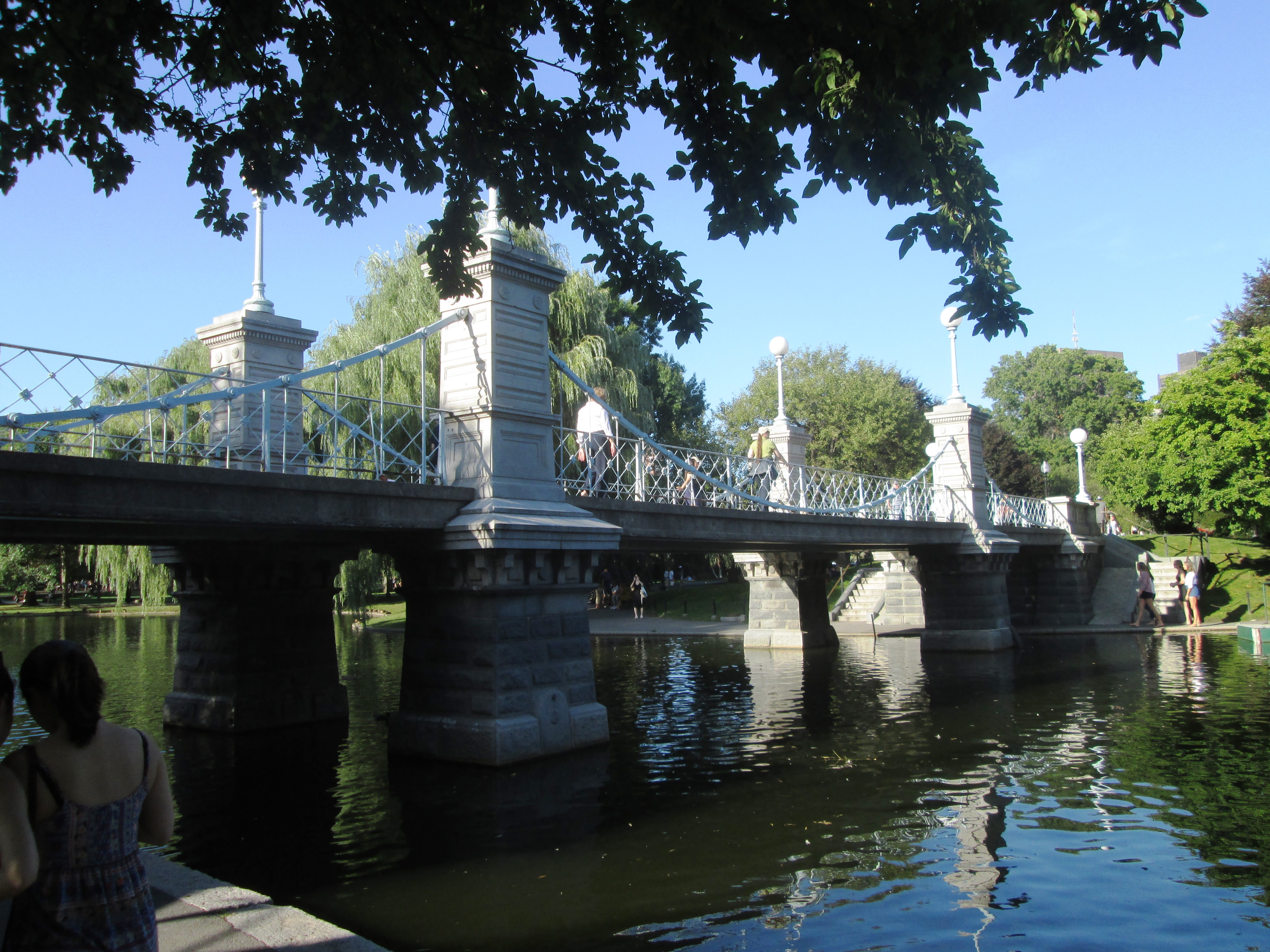
Il ponte nell'parco.